# 오명 (정치인)
오명(吳明, 1940년 3월 21일~)은 대한민국의 군인, 정치인, 전자공학자, 대학 교수, 언론인, 기업가, 정무직공무원, 행정관료이다. 체신부 장·차관, 교통부 장관, 건설교통부 장관, 부총리 겸 과학기술부 장관, 동아일보 회장, 아주대학교 총장, 건국대학교 총장 등을 역임하였다. 본관은 동복(同福)이고 서울 출생이며 호는 지호(芝湖)이다.
1980년대 체신부 장·차관으로 일하면서 4메가 동적 램(디램) 반도체와 전전자교환기(TDX) 개발을 이끌어서 대한민국 정보통신산업 발전의 계기를 마련하였다. 한국뉴욕주립대학교 명예 총장 회장이다.

## 가족 관계
- 배우자: 이정희(李貞姬, 1946년 12월 25일~)
  - 아들: 오정석(吳政錫, 1970년 9월 30일~)
  - 딸: 오정은(吳政恩, 1972년 10월 3일~)

## 학력
- 1958년 경기고등학교 졸업
- 1962년 대한민국 육군사관학교 18기 이학 학사
- 1966년 서울대학교 전자공학과 공학사
- 1970년 미국 New York 주립대 스토니브룩 대학교 대학원 전자공학과 공학 석사
- 1972년 미국 New York 주립대 스토니브룩 대학교 대학원 전자공학과 공학 박사

### 명예 박사 학위
- 1997년 미국 New York 주립대 스토니브룩 대학교 명예 공학 박사
- 1999년 원광대학교 명예 경영학 박사
- 2009년 파라과이 국립 아순시온 대학교 명예 교육학 박사

## 약력
- 1966. 3.~1979. 1. 육군사관학교 교수 (전자공학)
- 1980. 10.~1981. 5. 대통령 경제과학비서관
- 1981. 5.~1987. 7. 체신부차관(제18대)
- 1987. 7.~1988. 12. 체신부장관(제36대)
- 1989. 2.~1992. 12. 대통령 교육정책자문회의 위원

- 1989. 5~ 뉴욕주립대학교(Stony Brook) “University Professor”
- 1989. 6.~1989. 12. 대통령 과학기술자문회의 위원
- 1989. 11.~1993. 12. 대전세계박람회(EXPO) 정부대표 겸 조직위원장
- 1992. 3.~1993. 12. 한국원자력 안전기술원 이사장
- 1993. 11.~1993. 12. 한국야구위원회(KBO) 총재(6대)
- 1993. 12.~1994. 12. 교통부장관(제39대)
- 1994. 12.~1995. 12. 건설교통부장관(초대)
- 1996. 1. 1.~ 과학기술한림원 정회원,종신회원
- 1996. 6. 19.~ -한국공학한림원 정회원,원로회원
- 1996. 6.~2001. 7. 동아일보사대표이사 사장 ,회장
- 1996. 10.~2002. 2. 그린패밀리 운동연합총재, 명예총재
- 1999. 5.-2002. 5. 한국정보보호진흥원 초대이사장
- 2000. 1. 13.~2004. 1. 13경기고등학교총동창회장
- 2000. 3.~2004. 3. 국립암센터 초대이사장
- 2001. 2.~2003. 12. 한국엔지니어클럽(14·15대 회장)
- 2002. 3.~2003. 12. 아주대학교 총장(제10대)
- 2003. 1.~2003. 12. 한국사립대학총장협의회 회장(제7대)
- 2003. 12.~2004. 10. 과학기술부 장관(제6대)
- 2004. 10.~2006. 2. 부총리 겸 과학기술부 장관(초대)
- 2006. 9.~2010. 8. 건국대학교 총장(제17대)
- 2007. 3.~ 도산아카데미 이사장 명예이사장
- 2007. 6. 19.~2016. 1. 25. 국가미래정책포럼 이사장
- 2007. 7.~2009. 7. 육사총동창회 회장(제7대 회장)
- 2008. 6.~2010. 한국대학총장협회 회장(제7대)
- 2010. 9.~2012. 12. 웅진에너지폴리실리콘 회장
- 2010. 9.~2013. 11. 한국과학기술원(KAIST) 이사장
- 2011. 1.~2018. 12. 에쓰오일 과학문화재단 초대이사장
- 2013. 3.~2014. 10. 동부하이텍대표이사 회장
- 2013. 4.~2019. 2. 월드리더스재단(World Leaders Foundation) 이사장
- 2016. 7.~  한국뉴욕주립대학교 명예 총장
- 2017. 6.~ 몽골후레정보통신대학교 “University Professor”
- 서울대학교 총동창회 고문
- 재단법인정진석장학재단 이사
- 2024. 5.~ 국가원로회의 상임의장

## 수상내역
- 1987 황조근정훈장
- 1988 대한전자공학회 ‘전자대상’
- 1988 한국컴퓨터기자클럽 ‘88년의 인물’
- 1988벨지움 훈장
- 1990 청조근정훈장
- 1993 BIE(국제박람회기구)공로장
- 1993 포르투갈 훈장
- 1993 경기고등학교‘자랑스런경기인상’
- 1993 UNESCO Seoul ‘올해의 인물’
- 1993 대전직할시 ‘대전명예시민 1호’
- 1994 SUNY Stony Brook ‘자랑스러운 동문상’
- 1993 헝가리 훈장
- 1994 금탑산업훈장
- 1995 아태정보산업기구 ‘정보산업공로자상’
- 1996  서울대학교 공과대학 ‘자랑스러운 공대동문상’
- 1996 미국 미시간주립대학교  ‘Global Korea Award for 1996’
- 1996 대전직할시 유성구민 ‘오명송가비’ 건립
- 1997 월간 컴퓨터네트워크 ‘우리나라 정보통신발전에 기여한 인물 1위’
- 1998 한국공학한림원 제2회 ‘한국공학기술상(기술경영부문)’
- 2000 한국통신학회 ‘정보통신대상’
- 2000운경재단 제6회 운경상(산업기술부문)
- 2001한국여성정보인협회‘여성정보화공로상’???2002.02도있음
- 2003 고려대학교 정책대학원 제2회 ‘정책인 대상(행정부문)’
- 2005 21세기 경영인클럽 ‘올해의 21세기 경영인’
- 2006육군사관학교총동창회 ‘올해의 육사인상’
- 2007 세계박람회기구(BIE) 골드메달
- 2010 파라과이 훈장
- 2011 캄보디아 훈장
- 2011서울대학교 전자동문회‘자랑스런 전자동문 대상’
- 2013육군사관학교총동창회 ‘자랑스러운 육사인상’
- 2017미국뉴욕주립대학교(스토니부룩)공과대학(CEAS)명예의전당에 1호로 입성
- 2017 행정안전부 ‘전자정부를빛낸 명예의전당 50선’선정

## 저서
- 1988‘정보화사회 그 천의 얼굴’ ,한국경제신문
- 2003 ‘대전세계엑스포 그 감동과 환희’, 웅진지식하우스
- 2009‘30년후의 코리아를 꿈꿔라’, 웅진지식하우스